# الصهوف (حزم العدين)

تعديل مصدري - تعديل

الصهوف هي إحدى قرى عزلة بني الفخر بمديرية حزم العدين التابعة لمحافظة إب، بلغ تعداد سكانها 551 نسمة حسب مراجعة ماجد الفخري.